# Katharine Russell, Viscountess Amberley

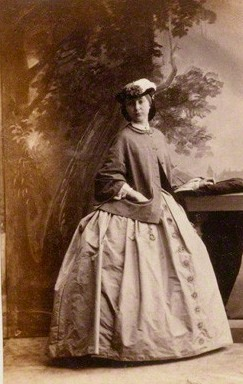
Lady Amberley, Albuminabzug von Camille Silvy (1870)

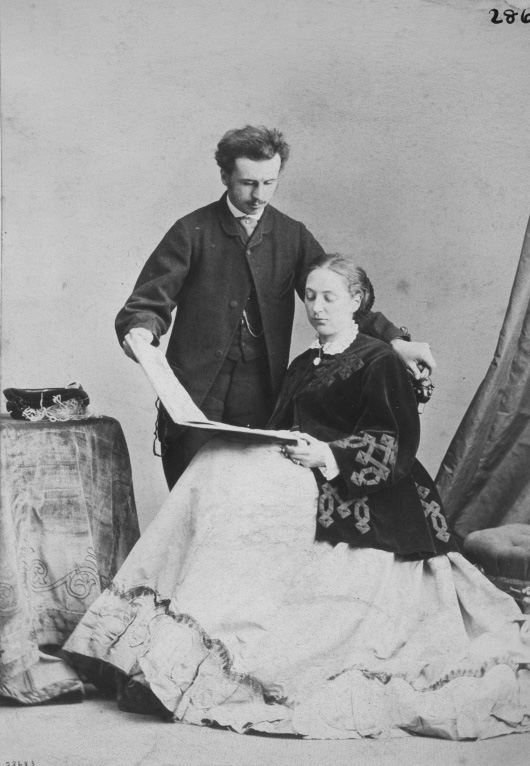
Lord und Lady Amberley, Porträt von William Notman

Katharine Louisa Russell, Viscountess Amberley (geborene Stanley; *  3. April 1842; † 28. Juni 1874), oft kurz Kate genannt, war eine britische Suffragette und frühe Unterstützerin der Empfängnisverhütung im Vereinigten Königreich. Sie war die Mutter des Philosophen Bertrand Russell.

## Familie
Katharine Russell war das zweitjüngste Kind des Politikers Edward Stanley, 2. Baron Stanley of Alderley, und der Henrietta Dillon-Lee. Ihre Mutter setzte sich für die Frauenbildung ein und prägte damit auch ihre Kinder. Von Katharines neun Geschwistern war Rosalind Howard, Countess of Carlisle ebenfalls eine Suffragette, während Maude Stanley Pionierleistungen in der Jugendarbeit erbrachte.
Am 8. November 1864 heiratete Katharine John Russell, Viscount Amberley, einen Sohn des früheren Premierministers John Russell, 1. Earl Russell, und dessen Frau Frances. Das erste Kind des Paares, John Francis Stanley, wurde im darauffolgenden Jahr geboren. Danach folgten 1868 die Zwillinge Rachel Lucretia und eine totgeborene Tochter. Das jüngste Kind des Paares, Bertrand Arthur William, wurde 1872 geboren.
Lady Amberley unterhielt mit Billigung ihres Ehemannes eine sexuelle Beziehung zu dem Biologen Douglas Spalding, dem Hauslehrer ihrer Kinder. Spalding wurde ermuntert, seine Forschungen im Haus der Amberleys zu betreiben, und Lady Amberley wirkte als seine Assistentin. Spalding litt an Tuberkulose und war nicht heiratsfähig. Nach der Erinnerung des jüngeren Sohnes waren die Amberleys besorgt über seine Enthaltsamkeit und „erlaubten ihm, mit ihr zu leben“, obwohl Russell schrieb, dass er keine Anzeichen kannte, dass sie davon Befriedigung erlebte. Der genaue Charakter der Beziehung zwischen Lady Amberley und Spalding ist unbekannt, weil ihre Schwiegermutter die Wahrheit über die Beziehung herausfand und die Tagebücher und die meisten Briefe ihrer Schwiegertochter kurz nach dem Tod ihres Sohnes vernichtete.

## Ansichten
Lady Amberley war eine Suffragette und frühe Unterstützerin der Rechte der Frauen. Sie ermutigte Frauen zum Studium der Medizin, finanzierte das Schulgeld für die Medizinstudentin Emily Bovell und beschäftigte Elizabeth Garrett Anderson als Leibärztin. Harriet Grote machte sie 1865 mit Helen Taylor bekannt. Im darauffolgenden Jahr unterzeichnete sie eine Petition für das Frauenwahlrecht. 1867 reisten Lord und Lady Amberley nach Kanada und in die Vereinigten Staaten. Sie blieben für mehrere Monate in den Staaten und trafen dort Lucretia Mott, nach der ihre Tochter benannt wurde. Lady Amberley wurde 1870 Präsidentin der Bristol and West of England Women’s Suffrage Society und setzte sich ein für gleiche Bezahlung der Frauen und deren Ausbildung sowie den Zugang in alle Berufe.
Nach einem Treffen der Suffragetten in den Hanover Square Rooms sagte die Countess Russell ihrem Sohn, dass sie es begrüße, dass ihre Schwiegertochter daran nicht teilgenommen habe. Doch diese Erleichterung währte nicht lang. Viscountess Amberley ergriff am 25. Mai des Jahres im Mechanics Institute in Stroud das Wort. Dies veranlasste Königin Victoria zu dem Ausruf: „Lady Amberley verdient eine anständige Tracht Prügel!“

## Tod
Viscountess Amberley starb 1874, nachdem sie sich bei ihrer Tochter, die fünf Tage nach ihr starb, mit Diphtherie angesteckt hatte. Ihr Ehemann war von ihrem Tod sehr getroffen, und seine Entscheidung, ihren Leichnam verbrennen zu lassen, schockierte die Gesellschaft. Lady Amberleys sterbliche Überreste wurden ursprünglich auf dem Gelände ihres Wohnsitzes im Wye Valley ohne religiöse Zeremonie bestattet. Kurz nach dem Tod des Ehemanns zwei Jahre später wurden alle drei ins Familiengrab der Russells in Chenies überführt.

## Belege
1. ↑  The Complete Guide to the British Peerage & Baronetage: Russell, Earl (UK, 1861). Cracroft's Peerage, archiviert vom Original (nicht mehr online verfügbar) am 23. Februar 2016; abgerufen am 23. Februar 2016.  Info: Der Archivlink wurde automatisch eingesetzt und noch nicht geprüft. Bitte prüfe Original- und Archivlink gemäß Anleitung und entferne dann diesen Hinweis.
2. ↑  Peter Edmund Stanley: The house of Stanley: the history of an English family from the 12th century. Pentland Press, 1998, ISBN 1-85821-578-1.
3. 1 2 3  British Women’s Emancipation since the Renaissance. Auf historyofwomen.org, abgerufen am 23. Februar 2016.
4. ↑  Gillian Brown, Kevin N. Laland: Sense and Nonsense: Evolutionary perspectives on human behaviour. Oxford University Press, 2011, ISBN 0-19-958696-9.
5. ↑  Ray Monk: Bertrand Russell: the spirit of solitude. J. Cape, 1996, ISBN 0-224-03026-4.
6. 1 2 3  Elizabeth Crawford: Women’s Suffrage Movement: A Reference Guide, 1866–1928. Routledge, 2001, ISBN 0-415-23926-5.
7. ↑  Dale Spender: Women of Ideas: And What Men Have Done to Them. Routledge, 1983, ISBN 0-7448-0003-X.

| Personendaten    | Personendaten |
| ---------------- | --- |
| NAME             | Russell, Katharine, Viscountess Amberley                                                                                      |
| ALTERNATIVNAMEN  | Amberley, Katharine Louisa Russell, Viscountess (vollständiger Name); Stanley, Katharine Louisa (Geburtsname); Amberley, Kate |
| KURZBESCHREIBUNG | britische Suffragette |
| GEBURTSDATUM     | 3. April 1842 |
| STERBEDATUM      | 28. Juni 1874 |